# Sithon amasa
Sithon amasa är en fjärilsart som beskrevs av William Chapman Hewitson 1869. Sithon amasa ingår i släktet Sithon och familjen juvelvingar. Inga underarter finns listade i Catalogue of Life.